# Hemidactylus imbricatus
Il geco vipera (Hemidactylus imbricatus Bauer, Giri, Greenbaum, Jackman, Dharne & Shouche, 2008) è un piccolo sauro della famiglia Gekkonidae.

## Descrizione
Gli esemplari adulti possono misurare fino a 10 cm di lunghezza coda compresa per le femmine, i maschi hanno in genere una taglia leggermente più piccola. Questo geco è robusto ed ha una livrea con bande e linee che vanno dal bianco al marrone scuro quasi nero, fortemente contrastanti tra loro. Si conosce una varietà con colori più chiari rispetto a quella più comune descritta sopra, con colori che vanno dal bianco al marroncino verdastro.
Particolarità di questo geco, che ha determinato il suo nome volgare, è la coda, di forma romboidale che ricorda la testa di una vipera. La coda, come in altri gechi, costituisce una riserva di liquidi e grassi per l'animale.
A differenza di altri gechi terrestri presenta delle lamelle subdigitali che gli consentono di effettuare arrampicate, pur mantenendo le sue abitudini prevalentemente terricole.
Il geco vipera può essere allevato in cattività ed esiste un mercato, seppure di nicchia per appassionati, di gechi viperini di allevamento.

## Biologia
Principalmente è attivo di notte o durante il crepuscolo; insettivoro e di abitudini terricole ma comunque in grado di arrampicarsi.

### Riproduzione
Depone due uova quasi sferiche 10-12 volte all'anno dopo il periodo freddo; ogni deposizione avviene circa due settimane dopo la precedente. Le uova si schiudono dopo circa 60 giorni, ed i piccoli gechi misurano circa 1,5 alla schiusa.

## Distribuzione e habitat
La specie è diffusa in India e Pakistan.